# Bad Grönenbach
Bad Grönenbach è un comune tedesco di 5 169 abitanti, situato nel land della Baviera.